# Старополье
Старополье — деревня в Сланцевском районе Ленинградской области России. Административный центр Старопольского сельского поселения.

## История
Впервые упоминается в писцовых книгах Шелонской пятины 1498 года, как деревня Волово 1 большой двор (село Валово) в Сумерском погосте Новгородского уезда, а местность близ него названа Старополье.
Затем Старопольский погост упоминается на карте Санкт-Петербургской губернии Ф. Ф. Шуберта 1834 года.

ВАЛОВО — село принадлежит её величеству, число жителей по ревизии: 41 м. п., 48 ж. п.;
 В оном церковь каменная во имя Св. пророка Илии (1838 год)

ВАЛОВА — деревня Гдовского её величества имения, по просёлочной дороге, число дворов — 14, число душ — 45 м. п. (1856 год)

ВАЛОВО — село удельное при колодце, число дворов — 14, число жителей: 46 м. п., 51 ж. п.

СТАРОПОЛЬЕ — погост при колодце, число дворов — 7, число жителей: 15 м. п., 12 ж. п. (1862 год) 

Сборник Центрального статистического комитета описывал его так:

ВОЛОВО (СТАРОПОЛЬЕ) — село бывшее удельное, дворов — 16, жителей — 116; 
Волостное правление, церковно-приходская школа, 2 лавки, постоялый двор, ярмарка раз в год. (1885 год)

В XIX — начале XX века село административно относилось к Старопольской волости 2-го земского участка 1-го стана Гдовского уезда Санкт-Петербургской губернии.
Согласно Памятной книжке Санкт-Петербургской губернии 1905 года деревня Валово и погост Старополье входили в Валовское сельское общество.
С 1917 года деревня Валово находилась в составе Заклепского сельсовета Старопольской волости Гдовского уезда.

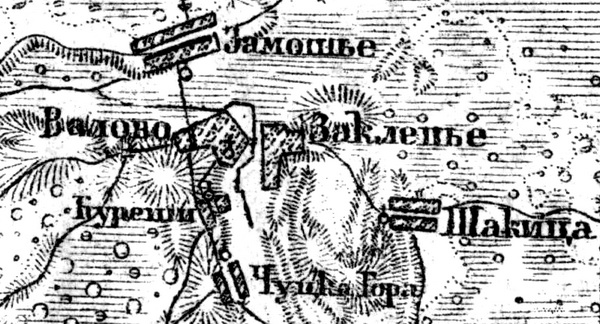
Деревня Старополье на карте 1919 года

С февраля 1927 года, в составе Ложголовской волости.
С августа 1927 года, в составе Осьминского района.
С 1928 года, в составе Старопольского сельсовета.
По данным 1933 года село Валово являлось административным центром Старопольского сельсовета Осьминского района, в который входило 12 населённых пунктов, деревни: Заклепье, Замошье, Засосье, Корино I, Корино II, Крупа, Куреши, Менюши, Соболец, Шакицы, Чудская Гора и село Валово, общей численностью населения 3144 человека.
По данным 1936 года в состав Старопольского сельсовета Осьминского района входили 19 населённых пунктов, 660 хозяйств и 10 колхозов, административным центром сельсовета являлось село Валово.
Село было освобождено от немецко-фашистских оккупантов 1 февраля 1944 года.
С 1961 года, в составе Сланцевского района.
С 1963 года, в составе Кингисеппского района.
По состоянию на 1 августа 1965 года деревня Старополье являлась административным центром Старопольского сельсовета Кингисеппского района. С ноября 1965 года, вновь в составе Сланцевского района. В 1965 году население деревни составляло 150 человек.
По данным 1973 года деревня Старополье являлась административным центром Старопольского сельсовета
По данным 1990 года деревня Старополье являлась административным центром Старопольского сельсовета, в который входили 38 населённых пунктов общей численностью населения 1652 человека. В самой деревне Старополье проживали 919 человек.
В 1997 году в деревне Старополье Старопольской волости проживали 966 человек, в 2002 году — 801 человек (русские — 95 %), деревня являлась административным центром волости.
В 2007 году в деревне Старополье Старопольского СП проживали 866 человек, в 2010 году — 801 человек.

## География
Деревня расположена в восточной части района на автодороге 41К-188 (Гостицы — Большая Пустомержа) в месте примыкания к ней автодороги 41К-027 (Старополье — Осьмино).
Расстояние до районного центра — 48 км.
Расстояние до ближайшей железнодорожной станции Веймарн — 50 км.
Через деревню протекает правый приток реки Менюшка.

## Демография
| 1862 | 2007 | 2010 | 2017 |
| ---- | ---- | ---- | ---- |
| 124  | ↗866 | ↘801 | ↗823 |

## Инфраструктура
С 1974 года в деревне имеется средняя общеобразовательная школа.
Библиотека, детский сад, три магазина, амбулатория, аптека, отделение Почты России, филиал Сбербанка РФ, церковь, Дом культуры (спортзал, библиотека, помещение для театра), пять многоквартирных домов и несколько десятков частных домов.

## Достопримечательности
- Церковь Рождества Христова. Построена между 1878 и 1888 годами. Архитектор — И. Б. Слупский.
- Церковь Илии Пророка (закрыта в 1936 году)

## Фото

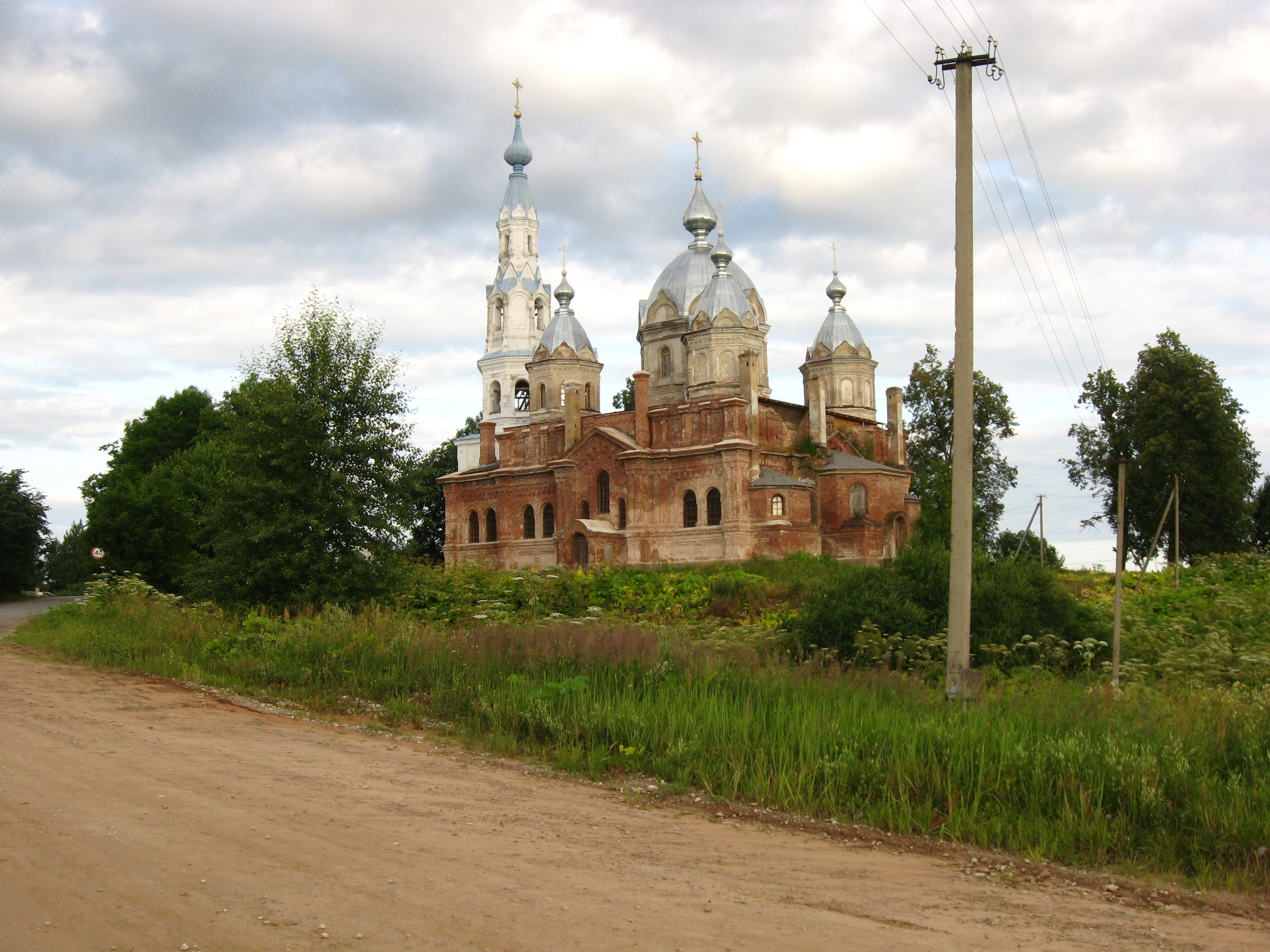
Церковь Рождества Христова в деревне Старополье. Июль 2013 года.